# Pinchas
Pinchas (hebräisch פִּנְחָס Pinchas; auch Pinhas, Pinkas, Pinehas oder Pinkus) ist ein männlicher jüdischer Vorname. Seine Bedeutung wird meist nicht aus dem Hebräischen – der Sprache des Tanach –, sondern vom altägyptischen Namen Panehesi abgeleitet und würde dann übersetzt „der Nubier“ lauten.

## Varianten
- Phineas
- Pinehas
- Pinkus

## Namensträger

### Bibel
- Pinchas (Sohn Eleasars), ein Enkel Aarons, israelitischer Hohepriester
- Pinchas (Sohn Elis), mit seinem Bruder Hofni Priester in Silo

### Altertum
- Pinchas (Phanni), letzter Hohepriester des Jerusalemer Tempels
- Pinchas ben Jaʾir (2. Jh.), jüdischer Gelehrter und Tannait der vierten Generation

### Neuzeit
- Pinchas Paul Biberfeld (1915–1999), deutscher Rabbiner
- Pinkas Braun (1923–2008), Schweizer Schauspieler
- Pinchas Burstein (1927–1977), polnischer Maler
- Pinchas Erlanger (1926–2007), israelischer Landwirt deutscher Herkunft
- Pinchas Goldfein (1902–1982), polnisch-deutscher Violinist
- Pinchas Horowitz (1730–1805), polnischstämmiger Rabbiner und Schriftsteller
- Pinchas Kahanowitsch (1884–1950), russischer Schriftsteller
- Pinchas Lapide (1922–1997), jüdischer Religionswissenschaftler
- Pinchas Lavon (1904–1976), israelischer Politiker (Arbeitspartei)
- Saul Pinchas Rabbinowicz (1845–1910), russischstämmiger israelischer Gelehrter
- Pinchas Rosen (1887–1978), israelischer Politiker und Justizminister
- Pinchas Ruthenberg (1879–1942), russischstämmiger israelischer Wasserbauingenieur, Unternehmer und zionistischer Pionier
- Pinchas Sadeh (1929–1994), polnischstämmiger israelischer Schriftsteller und Lyriker
- Pinchas Sapir (1906–1975), israelischer Politiker (Arbeitspartei) und Minister
- Pinchas Zukerman (* 1948), israelischer Musiker und Dirigent
- Juda Löw Pinchas (1727–1793), Miniaturmaler

## Sonstiges
- Pinchas heißt ein Toraleseabschnitt (Parascha) im Monat Tammus.